# Die nach Glück und Liebe suchen
Die nach Glück und Liebe suchen ist ein deutsches Stummfilmmelodram aus dem Jahre 1917 mit Fern Andra, die auch das Drehbuch verfasste, in einer Doppelrolle.

## Handlung
Die Geschichte spielt in einem nicht näher benannten Zirkus- und Hofmilieu. Einst hatte der alte Fürst in seiner Jugend eine Liaison mit einer Tänzerin begonnen, aus der ein Kind, die kleine Fern, entstand. Die uneheliche Fürstentochter, gesellschaftlich als kleiner Bastard gering geschätzt, wurde zwecks Erziehung in ein Kloster gesteckt. Mit 18 Jahren entfleuchte Fern der Enge dieser Mauern und schloss sich einer Gauklertruppe an. Der Mutter gleich, wird sie Tänzerin und tritt eines Tages auch vor dem Hochadel auf. 
Eines Tages lernt sie den jungen Erbprinzen Kurt kennen, in den sie sich sogleich verliebt. Beide jungen Leute ahnen nicht, dass sie dank der Liaison ihrer Eltern Halbgeschwister sind. Da Fern überdies als nicht standesgemäß gilt und der alte Fürst begreiflicherweise seinem Sohn den Umgang mit ihr zu verbeten sucht, rückt das junge Liebespaar aus. Schließlich erfährt Kurt die Wahrheit bezüglich beider verwandtschaftlichen Verhältnisses und muss Fern endgültig entsagen. Zutiefst betrübt, kehrt diese daraufhin ins Kloster zurück.

## Produktionsnotizen
Die nach Glück und Liebe suchen entstand zum Jahresende 1917 im Fern-Andra-Filmatelier und wurde im Januar 1918 im Berliner Union-Theater uraufgeführt. Der Fünfakter mit einer Länge von 1710 Metern Länge erhielt Jugendverbot.

## Kritiken
In Paimann’s Filmlisten ist zu lesen: „Stoff und Spiel ausgezeichnet, Photos sehr gut, Szenerie gut.“

„Andras filmische Rührstücke, die mit Vorliebe in der Welt des Adels oder im Zirkusmilieu angesiedelt waren, fanden während des 1. Weltkriegs ein dankbares Publikum und trugen so ergreifende Titel wie Ernst ist das Leben, Es fiel ein Reif in der Frühlingsnacht und Der Seele Saiten schwingen nicht.“